# Mathias Claudius (Schauspieler)
Mathias Claudius, auch Matthias Claudius (* 9. Februar 1865 in Altona; † 3. Mai 1931 in Barmen), war ein deutscher Schauspieler.

## Leben
Claudius, Sohn eines königlichen Landgerichtsrates und Enkel des Dichters Matthias Claudius, betätigte sich bereits drei Jahre als Maschineningenieur, bevor er sich der Bühne zuwandte. Gegen den Willen seiner Eltern und ohne jede dramatische Ausbildung begann er seine Karriere 1883 am Stadttheater in Bromberg. 1885 spielte er in Liegnitz, 1886 in Koblenz und dann bis 1887 in Hannover. Von 1887 bis 1890 wirkte er als jugendlicher Liebhaber und Naturbursche am Stadttheater in Riga. In der Spielzeit 1890/91 war er am Deutschen Theater in Berlin zu sehen, bevor er für eine Spielzeit nach New York ging. Aus den USA zurückgekehrt, wirkte er 1892 bis 1893 am Hoftheater Oldenburg, bevor er am 20. Januar 1894 an der Dresdner Hofbühne debütierte. 1898 wechselte er an das Neue Theater in Berlin unter der Direktion von Nuscha Butze. 1901 ging er erneut nach New York an das Irving Place Theatre. Später kam er an das Schauspielhaus Düsseldorf, ehe er schließlich 1917 Mitglied der Vereinigten Stadttheater Barmen wurde, wo er noch bis 1923 auftrat.